# Campeonato Asiático de Corta-Mato de 2018
A 14ª edição do Campeonato Asiático de Corta-Mato ocorreu no dia 15 de março de 2018 em Guiyang na China. A categoria por equipes foi constituída de três atletas para cada nacionalidade o que contou pontos na classificação final.

## Medalhistas
Esses foram os resultados do campeonato.
| Evento                      | Ouro                                                           | Prata                                                   | Bronze                                                              |
| --------------------------- | -------------------------------------------------------------- | ------------------------------------------------------- | ------------------------------------------------------------------- |
| Senior Masculino individual | Peng Jianhua · China                                           | Kazuya Nishiyama · Japão                                | Shunsuke Imanishi · Japão                                           |
| Senior Masculino por equipe | Japão · Kazuya Nishiyama · Shunsuke Imanishi · Kōsei Yamaguchi | China · Peng Jianhua · Danmuzhen Ciwang · Liu Hongliang | Irão Mohammad Javad Sayadi Homayoun Hematikhomartaji Jalil Naseri   |
| Junior Masculino individual | Suolang Cairen · China                                         | Yuhi Nakaya · Japão                                     | Ren Tazawa · Japão                                                  |
| Junior Masculino por equipe | Japão · Yuhi Nakaya · Ren Tazawa · Ryunosuke Chigira           | China · Suolang Cairen · Tao Zelang · Yang Kegu         | Irão Seyedamir Zamanpour Abdolrahim Dorzadeh Abolfazl Eshaghinejhad |
| Senior Feminino individual  | Li Dan · China                                                 | Yukari Abe · Japão                                      | Sanjivani Jadhav · Índia                                            |
| Senior feminino por equipe  | Japão · Yukari Abe · Nanami Watanabe · Yūka Hori               | China · Li Dan · Zhang Xinyan · Ciren Cuomu             | Índia · Sanjivani Jadhav · Swati Gadhave · Jhuma Khatun             |
| Junior Feminino individual  | Yuna Wada · Japão                                              | Ririka Hironaka · Japão                                 | Tomomi Musembi Takamatsu · Japão                                    |
| Junior Feminino por equipe  | Japão · Yuna Wada · Ririka Hironaka · Tomomi Musembi Takamatsu | China · Zeng Ting · Liu Fang · Kang Meiru               | Sem premiação                                                       |

## Quadro de medalhas
| Ordem | País  | Medalha de ouro | Medalha de prata | Medalha de bronze | Total |
| ----- | ----- | --------------- | ---------------- | ----------------- | ----- |
| 1     | Japão | 5               | 4                | 3                 | 12    |
| 2     | China | 3               | 4                | 0                 | 7     |
| 3     | Índia | 0               | 0                | 2                 | 2     |
| 3     | Irão  | 0               | 0                | 2                 | 2     |
| Total | Total | 8               | 8                | 7                 | 23    |